# Сант'Еуфемия д'Аспромонте
Сант'Еуфѐмия д'Аспромо̀нте (на италиански: Sant'Eufemia d'Aspromonte) е малко градче и община в Южна Италия, провинция Реджо Калабрия, регион Калабрия. Разположено е на 420 m надморска височина. Населението на общината е 4024 души (към 2012 г.).